# Stray Kids
Pour la série dérivée, voir Stray Kids (série télévisée).
Stray Kids (hangeul : 스트레이 키즈, RR : Seuteurei Kijeu ; japonais : ストレイキッズ, rōmaji : Sutoreikizzu), souvent abrégé  officiellement en SKZ (hangeul : 슼즈, RR : Seukjeu) ou anciennement en SK (hangeul : 슼, RR : Seuk), est un boys band sud-coréen, originaire de Séoul en Corée du Sud.
Il est formé en 2017 par JYP Entertainment lors de l'émission de téléréalité du nom de Stray Kids. Le groupe est composé de huit membres se prénommant Bang Chan, Lee Know, Changbin, Hyunjin, Han, Felix, Seungmin et I.N. Le groupe réalise un extended play de pré-débuts s'intitulant Mixtape et trois clips vidéo en janvier 2018,. Le groupe débute officiellement le 25 mars 2018,, avec la sortie du clip vidéo de District 9, pour leur premier extended play I Am Not. Le 28 octobre 2019, JYP Entertainment annonce le départ de Woojin pour des raisons personnelles.

## Nom
Le nom du groupe Stray Kids (littéralement « enfants errants ») n'a pas été défini par l'agence JYP Entertainment, mais conçu par les membres eux-mêmes. Ce nom était à l'origine conçu pour parler d'un enfant perdu qui veut poursuivre ses rêves puis s'est transformé en une sorte d'idée de retrouver un chemin ensemble pour sortir de l'ordinaire,,. Comparé à la manière dont les entreprises ordinaires sélectionnent les membres pour former des groupes, JYP Entertainment a d'abord formé le groupe Stray Kids grâce à une méthode expérimentale. Elle consiste à sélectionner d'abord un stagiaire comme leader, de lui donner des moyens et de lui faire confiance, puis de le laisser choisir d'autres stagiaires pour former son propre groupe.

## Histoire

### Origines (2010–2017)
En 2010, le premier membre du groupe, Bang Chan, est recruté par les auditions internationales de JYP Entertainment en Australie. Il a par la suite été sélectionné et a travaillé pendant sept ans en tant que stagiaire pour préparer ses débuts. Durant ses années de formations il s'entraîne avec les membres de certains autres groupes de l'entreprise notamment avec Got7, Twice et Day6,. Il apparaît également dans les clips vidéos Like Ooh Ahh de Twice et Only You de Miss A, tous deux sortis en 2015. Woojin, est, quant à lui, stagiaire pendant un an à la SM Entertainment où il s'entraînait avec des membres du groupe NCT. Bien qu'il ait été accepté par la SM Entertainment ainsi que par la Fantagio, il préfère aller à la JYP Entertainment.
Lee Know commence à danser en 2012. Il est l'un des danseurs de renfort pour les concerts de BTS durant leur tournée The Wings Tour à Séoul. De plus, il apparaît dans l'une de leur vidéo sortie en 2015. Il entre à la JYP Entertainment en 2017 et est donc le membre ayant reçu la plus courte période d'entraînement du groupe. Changbin et Hyunjin sont tous deux stagiaires dans l'entreprise pendant deux années, entre 2016 et fin 2017, Hyunjin ayant été repéré par le label alors qu'il était dans la rue,. Han s'entraine dans une académie de danse nommée D.E.F Academy, et devient stagiaire pendant trois ans alors que Felix commence à danser en 2016, et arrive en Corée du Sud en février 2017. Seungmin rejoint la société en 2016 après avoir remporté la deuxième place à la 13e Open Audition de JYP Entertainment et I.N est stagiaire pendant deux ans.

### Formation etHellevator(2017)
En août 2017, JYP Entertainment annonce officiellement la création d'une nouvelle émission de téléréalité afin de débuter un groupe féminin ou masculin en collaboration avec la chaîne télévisée Mnet. Au cours des mois qui suivent, d'autres détails et plusieurs bandes annonces sont dévoilés, incluant le titre de l'émission, Stray Kids. Avant leur première, JYP Entertainment sort le premier clip de Stray Kids, une chanson ayant pour titre Hellevator, plus tard étiquetée comme un single digital et par la suite ajoutée comme premier titre de leur extended play de pré-débuts s'intitulant Mixtape,,. Durant le premier épisode de l'émission sorti le 17 octobre, JYP Entertainment décide de choisir son nouveau groupe en faisant concurrencer une équipe uniquement constituée de stagiaires féminines sélectionnées par l'agence nommée 2team, contre l'équipe de stagiaires masculins appelée Male Project Team, créée par le stagiaire Bang Chan. En raison de leur travail d'équipe, Park Jin-young choisit finalement l'équipe masculine du projet comme vainqueur. Le groupe adébute par la suite sous le nom de Stray Kids. Au cours des épisodes, deux éliminations eurent lieu, celle de Lee Know à l'épisode quatre et celle de Felix au huitième épisode. Ils seront tout de même réintégrés par la suite dans le groupe avec les votes des fans et pourront débuter dans le groupe final, formant le groupe de neuf garçons qu'est Stray Kids,.

### MixtapeetI Am Trilogy(2018)

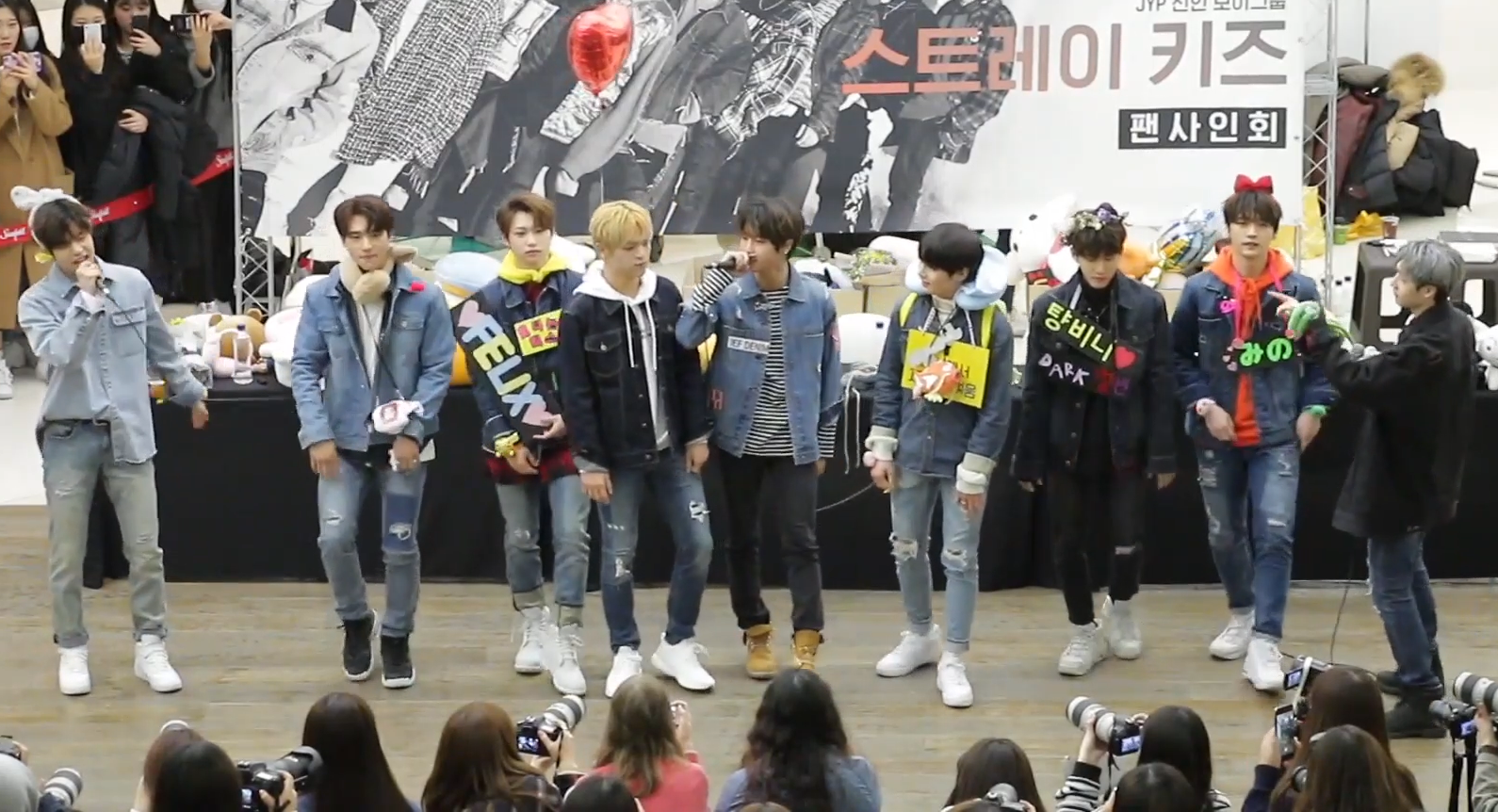
Stray Kids à une séance d'autographes pour les fans au COEX Live Plaza en janvier 2018.

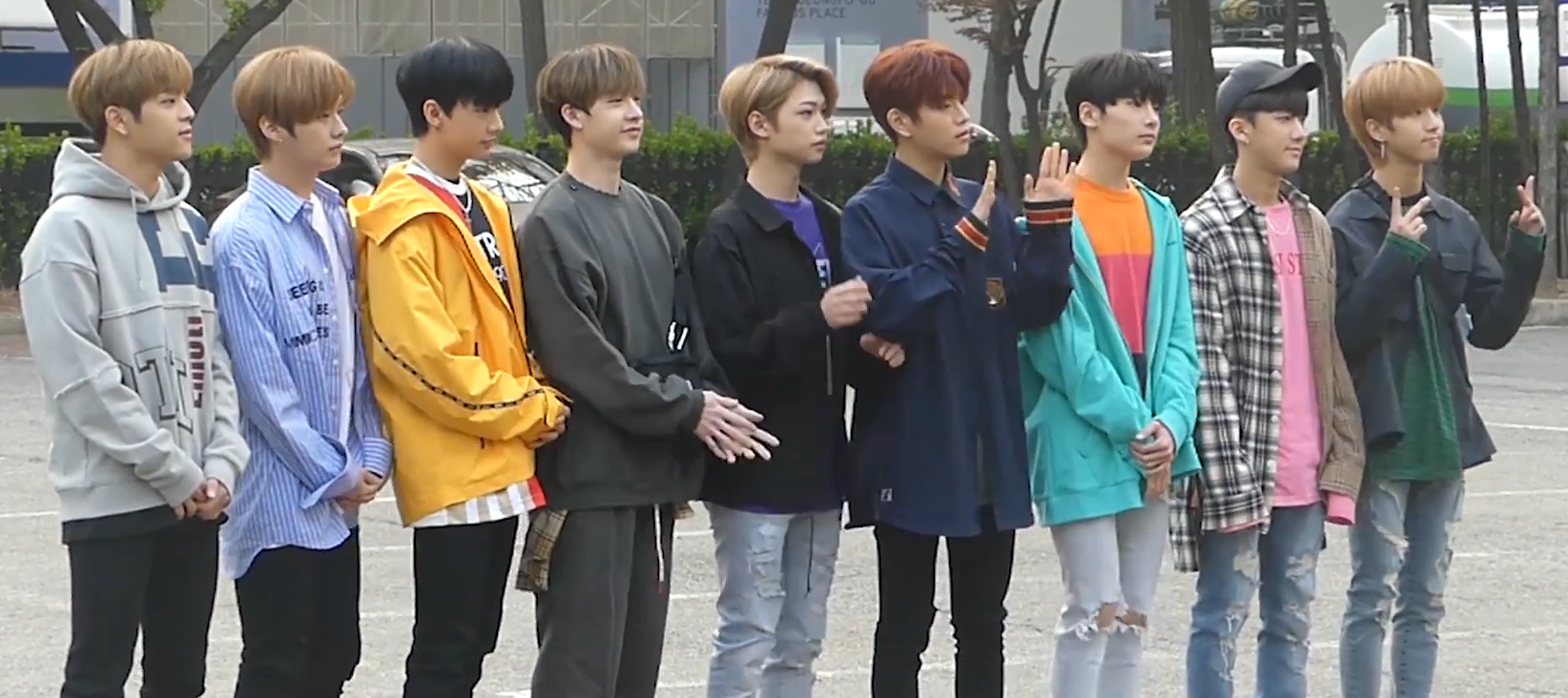
Stray Kids à Music Bank en avril 2018.

Le site officiel du groupe est créé. Peu de temps après, JYP Entertainment annonce la sortie d'un EP de pré-début s'intitulant Mixtape. Ce disque contient sept pistes dont la plupart sont coécrites et co-composées par les membres de 3Racha, un trio de pré-débutants. La liste des pistes inclut Hellevator et d'autres chansons interprétées durant l'émission de téléréalité. À la suite de l'EP sortent également deux clips vidéo, de deux morceaux présents sur celui-ci : le premier, Beware, en date du 8 janvier, suivi de Spread My Wings une semaine plus tard. Cet EP se classe deuxième dans le Gaon's Album Chart et dans le Billboard World Albums Chart,,,,.
Avant leurs débuts certains membres du groupe changent leurs vrais noms pour des pseudonymes afin de ne pas les confondre avec d'autres personnalités de la musique. Lee Min-ho choisit le pseudonyme de Lee Know (hangeul : 리노, RR : Lino). Han utilise son nom de famille comme pseudonyme, Ji-sung se fait donc maintenant appeler Han. Yang Jeong-in préfère utiliser seulement la dernière syllabe de son prénom, I.N (hangeul : 아이엔, RR : Aien) et Lee Yong-bok, lui, préfère utiliser son vrai nom australien, Felix (hangeul : 필릭스, RR : Pilligseu). Le leader du groupe n'utilisera pas son nom australien Christopher, il prend son nom coréen complet Bang Chan (hangeul : 방찬, RR : Bangchan).
Le 5 mars 2018, JYP Entertainment annonce le premier show du groupe intitulé Unveil [Op.01: I Am Not]. Celui-ci se déroule au Jang Chung Arena 20 jours plus tard,. Ils font officiellement leurs débuts le lendemain avec la sortie de leur premier EP intitulé I Am Not le 26 mars, ainsi que de leur premier clip vidéo District 9, battant le record de débuts de K-pop avec 4 274 649 vues en 24 h. Le 30 mars, le clip vidéo de Grow Up sort et la vidéo de performance de Mirror le 22 avril. I Am Not débute quatrième dans le Gaon's Album Chart, et se vend à plus de 54 000 exemplaires physiques en mars. Cet EP débute la trilogie d'EP nommée I Am,,.
Le 14 avril 2018, Stray Kids se produit à la Kcon Japan de 2018, leur première performance à l'étranger depuis leurs débuts. Le deuxième show du groupe, intitulé Unveil [Op. 02: I Am Who], se déroule le 5 août au Grand Palais de la Paix de l'Université Kyung Hee. Leur deuxième EP, I Am Who, et son titre My Pace sortent le lendemain,,. Le troisième show du groupe intitulé Unveil [Op. 03: I Am You] a lieu le 21 octobre à l'Olympic Hall, suivie de la sortie de leur nouvel EP I Am You, et de son titre éponyme le lendemain. Cet opus clôt la I Am Trilogy.

### Tournées mondiales,Clé Trilogyet départ de Woojin (2019)

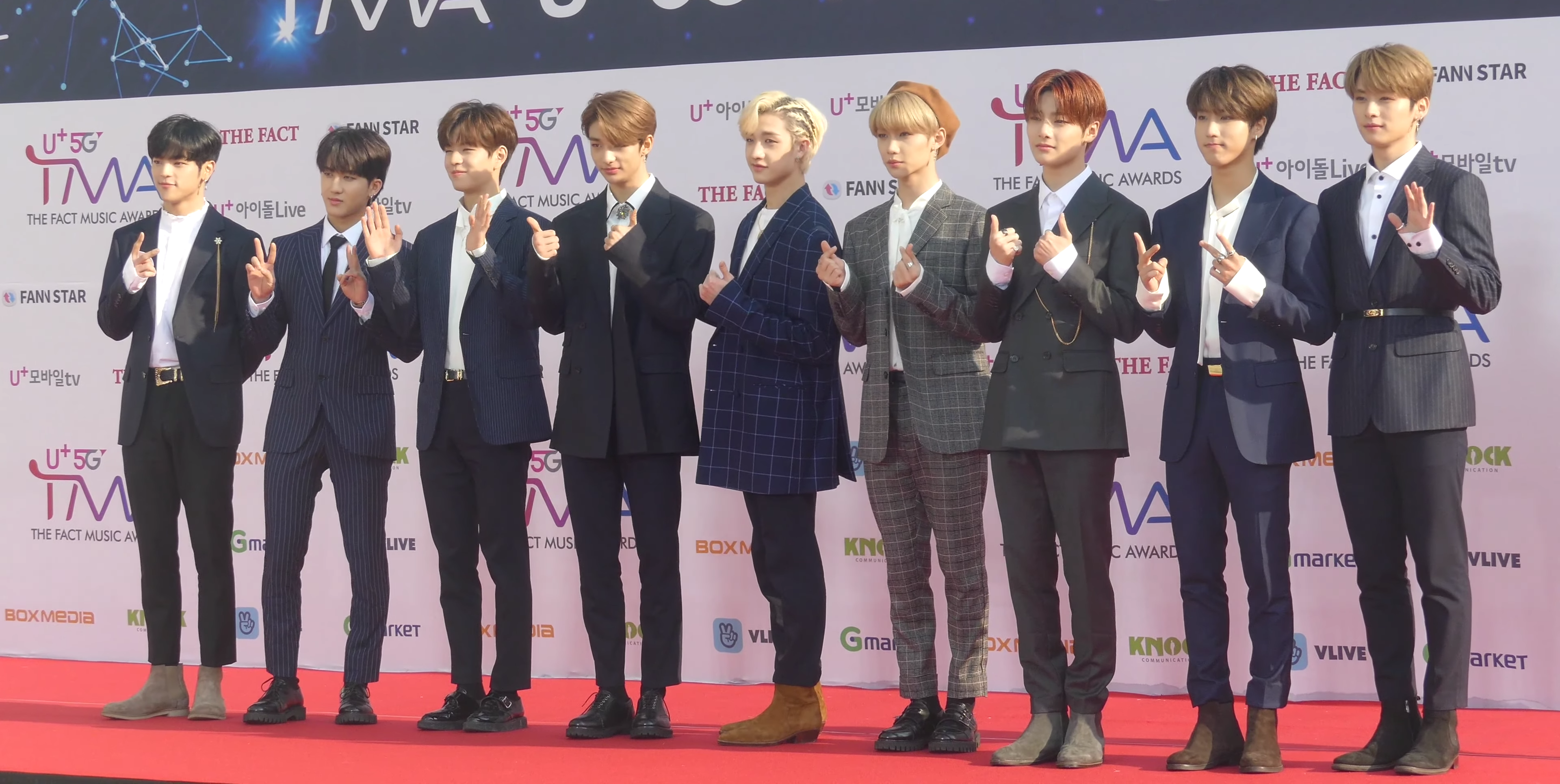
Stray Kids en 2019 posant pour les Fact Music Awards.

Au début de 2019, Stray Kids décide de débuter une première tournée basée sur la trilogie d'EP I Am, qui s'intitule Unveil Tour 'I Am...' et qui débute le 19 janvier à Bangkok en Thaïlande. Le lendemain sort une chanson intitulée You... Like the Wind de l'artiste Yoon Ji-sung en collaboration avec Changbin. Cette chanson est l'une des titres de l'EP Aside du même artiste. Le 5 mars, JYP Entertainment annonce le troisième retour du groupe pour le 25 mars, à l'occasion du premier anniversaire des débuts du groupe. Le groupe a remporté sa première émission musicale le 4 avril sur M Countdown,. Le 24 mars sort le titre Miroh et son EP le lendemain, Clé 1 : Miroh.
Le 3 juin 2019 sort la bande-annonce du prochain opus de la trilogie Clé, Clé 2 : Yellow Wood. L'EP est spécial et est prévu pour le 19 juin. La première aguiche de Side Effects (hangeul : 부작용, RR : Bujag-yong), le titre principal de l'EP, sort le 16 juin 2019 et la deuxième aguiche, le 18 juin. L'EP et sa piste titre Side Effects sortent tous les deux le 19 juin entre le concert à Houston et le concert à Londres de leur tournée Unveil Tour 'I Am...'.
The Final Piece 2019 annonce également le prochain EP Clé : Levanter qui devait sortir initialement le 25 novembre et pour finir la prochaine tournée mondiale du groupe, District 9 : Unlock qui se déroule du 23 au 24 novembre au Olympic Hall à Séoul en Corée du Sud. Le 1er octobre les informations concernant les billets pour le concert à Séoul sont transmises au public et plus tard, de nouvelles dates sont ajoutées où figurent de grandes villes américaines comme New York, Chicago et Miami. Plusieurs mois après, des dates sont ajoutées notamment dans la plupart des grandes villes d'Europe, au Japon et plus globalement en Asie. L'EP Clé : Levanter est en partie écrit par 3Racha, le trio du groupe. La chanson principale de cet EP est Levanter (hangeul : 바람, RR : Balam). Cet EP, à travers les paroles, montre que Stray Kids court vers ses rêves et n'abandonne jamais. De plus dans celui-ci on retrouve une chanson intitulée Stop (stylisé en majuscule) qui est une extension de la chanson Road Not Taken de l'EP précédent, Clé 2 : Yellow Wood. On[Qui ?] retrouve également Double Knot le single sorti en octobre dernier, une chanson écrite pour les fans, une autre écrite par Han mais aussi Astronaut, une chanson dans laquelle Lorenzo Cosi et YK Koi, connus comme un duo de DJ nommé Sondr, aident les trois membres de Stray Kids à la composer.

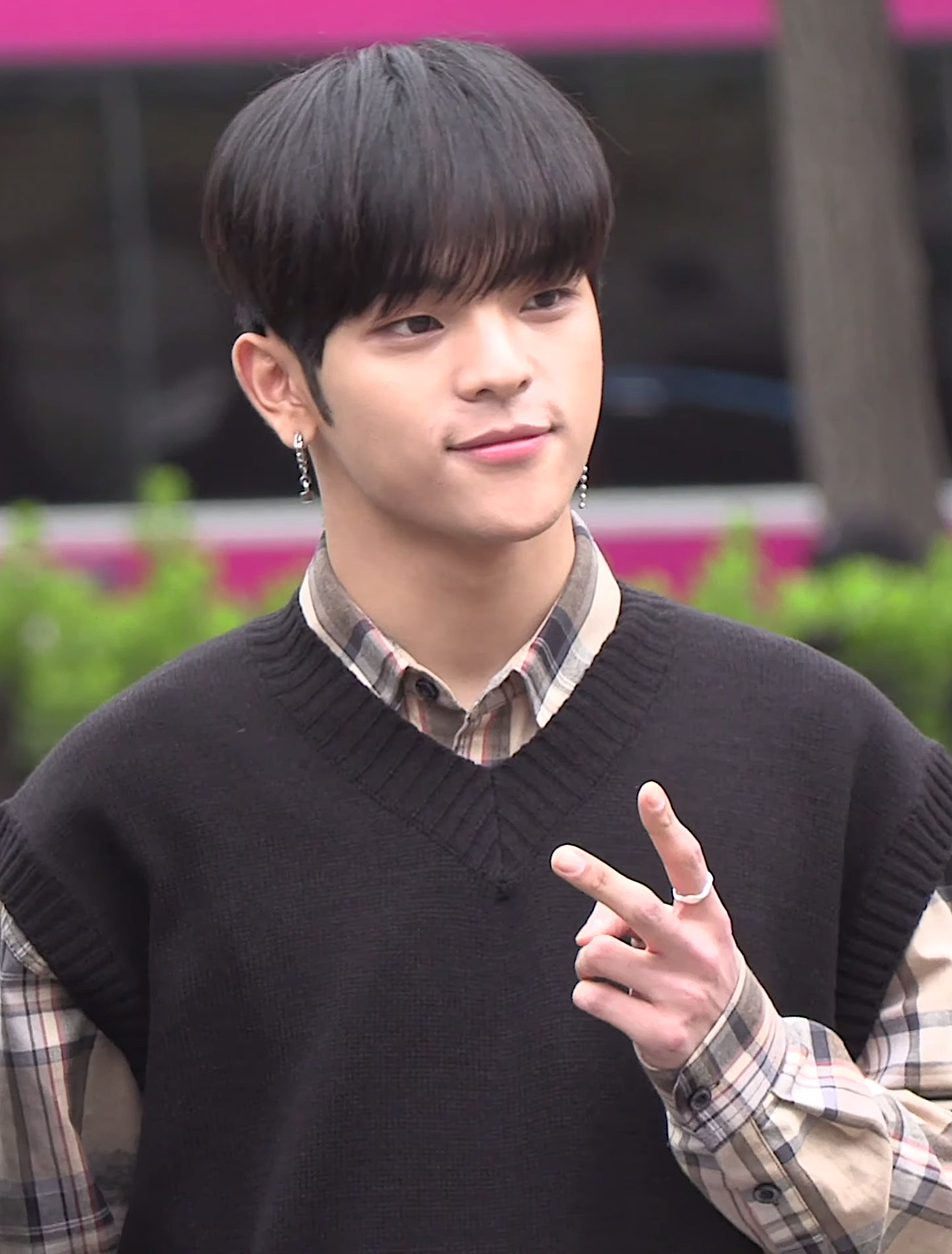
Woojin, ancien membre de Stray Kids, se rendant à Music Bank le 19 avril 2019 pour la chaîne KBS.

Cependant la sortie de l'album Clé : Levanter est repoussée au 9 décembre à la suite d'un communiqué annonçant que Woojin, quittait celui-ci pour des raisons personnelles. Le 7 novembre, Stray Kids est sélectionné comme septième chanteur de la bande-son originale de la série télévisée MBC TV, Extraordinary You (hangeul : 어쩌다 발견한 하루, RR : Eojjeoda Balgyeonhan Haru). La chanson interprétée s'intitule Story that Won't End (hangeul : 끝나지 않을 이야기, RR : Kkeutnaji Anh-eul Iyagi), c'est également la première fois qu'ils participent à l'enregistrement d'une bande-son originale de télévision. Le 8 novembre sort une vidéo prologue d'Astronaut. Le 13 novembre, le groupe publie le clip vidéo d'Astronaut, sa première vidéo et chanson sans Woojin et en tant que groupe de huit membres. L'album finit par sortir le 9 décembre sans Woojin et termine la trilogie Clé.
Juste avant la fin de l'année 2019 le groupe décide de publier un nouveau single, le troisième en date, intitulé Mixtape : Gone Days. Ce single sort le 26 décembre en tant que cadeau spécial de fin d'année pour les fans. Le clip sort également le même jour. Ce single est écrit pour le projet Mixtape qu'ils annoncent plutôt dans l'année, et en est le premier single.

### Débuts japonais avecSKZ2020,Go LiveetIn Live(2020)

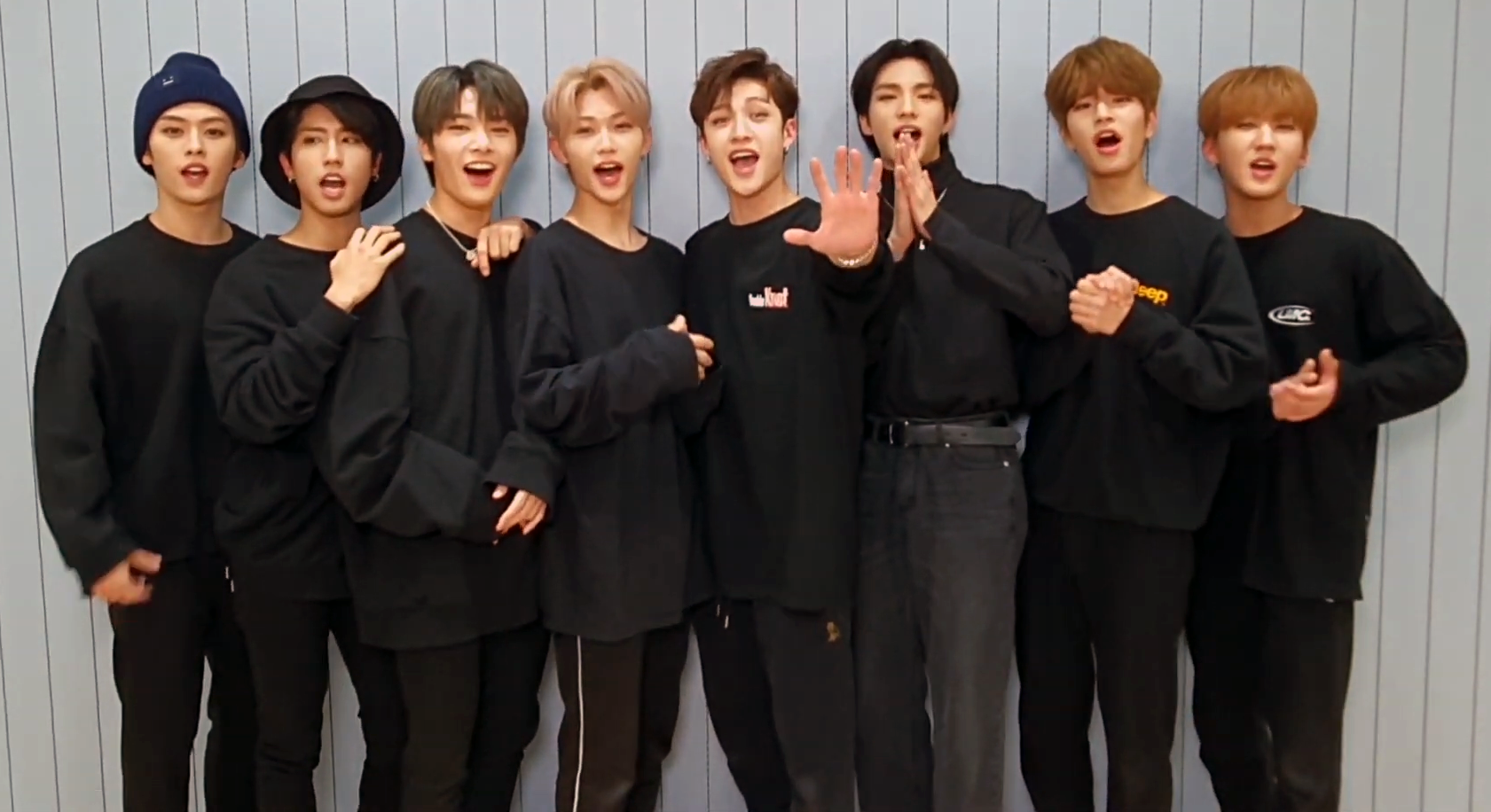
Stray Kids fin 2019 pour la promotion des auditions de JYP Entertainment.

Pour marquer le début de l'année 2020 et la fin de la trilogie Clé, Stray Kids sort un premier album intitulé Step Out of Clé. Il sort le 24 janvier. Cet album est composé de Double Knot et de Levanter en version anglaise. Il est en partie écrit par le sous-groupe 3Racha[réf. souhaitée]. Le 31 janvier 2020, Stray Kids sort son premier single de l'année, My Pace, mais surtout son premier single japonais. C'est donc une reprise de la chanson de l'EP I Am Who mais en japonais. À cette époque Woojin est encore présent dans le groupe, il faut donc redistribuer les paroles qu'il chantait aux autres membres du groupe[réf. souhaitée]. Cette reprise de My Pace fera plus tard partie de leur première compilation japonaise SKZ2020, sortie le 18 mars.
Le 19 février 2020, Stray Kids sort son deuxième single de l'année, également en japonais. Celui-ci est la reprise de Double Knot en japonais, sans Woojin. Cette chanson sort d'abord en tant que single le 9 octobre 2019, puis réintroduit dans l'EP Clé : Levanter sorti le 9 décembre, mais sans Woojin. De même, il faut redistribuer les paroles[réf. souhaitée], et la chanson est intégrée à la compilation SKZ2020.
Le 13 mars 2020 sort leur troisième single japonais, la reprise de la chanson Levanter en version japonaise comme les singles d'avant. Ce single est ajouté à la liste des pistes de la compilation japonaise SKZ2020. Ce morceau et les deux précédents marquent les pré-débuts du groupe au japon avant ses débuts officiels avec SKZ2020[réf. souhaitée]. Le 18 mars 2020, sort la première compilation du groupe, SKZ2020, regroupant toutes les chansons principales des EP précédemment sortis, mais également les chansons qui sont les plus populaires au sein des fans mais aussi les singles comme Hellevator ou les trois singles de pré-débuts au Japon,. Elle est composée de 24 pistes en tout. Les chansons sont sans Woojin. Cette compilation marque les débuts de Stray Kids au Japon comme l'indique alors les médias locaux tels que Sankei Sports, Nikkan Sports, Fuji TV ou Nippon TV. Avec cette compilation, le groupe remporte plusieurs palmarès de la musique en ligne,.

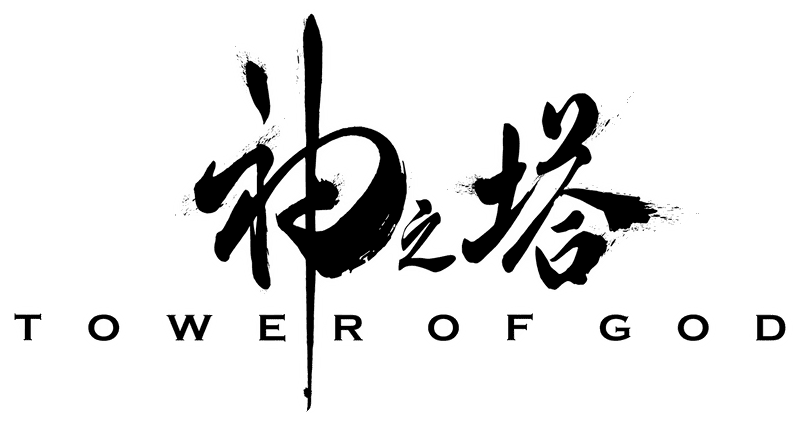
Logo du webtoon sud-coréen, Tower of God.

Les premiers concerts de la tournée qu'ils dévoilent et commencent fin 2019, ont un grand succès ce qui permet au groupe de se populariser. Tous ses premiers concerts ont lieu en Amérique. Cependant, en raison de la pandémie de Covid-19, beaucoup de rassemblements et de concerts sont annulés. Cette épidémie touche aussi l’industrie de la K-pop, ce qui mène à l'annulation de nombreux événements et concerts et Stray Kids, après avoir réalisé plusieurs concerts de sa tournée District 9 : Unlock, doit reporter des concerts et annuler tous ceux en Europe.
Le 25 mars 2020, sort un quatrième single s'intitulant Mixtape : On Track. La promotion de celui-ci se fait en plusieurs étapes. Le 21 mars, sur la chaîne de JYP Entertainment sort une carte lyrique instrumentale, qui donne un aperçu de l'instrumental de la musique avec les paroles écrites. Dans un second temps une aguiche du clip vidéo est diffusée le 23 mars. Enfin le clip vidéo sort le 25 mars. Cette chanson est également une extension du projet Mixtape et en est le deuxième single[pas clair]. Pour la première fois, Stray Kids présente une chanson de générique de début d'un anime. Cette chanson nommée Top est aussi accompagnée d'une chanson de générique de fin nommée Slump. Ces deux chansons sont faites pour l'anime Tower of God. Elles sont publiées simultanément en Corée du Sud, au Japon et aux États-Unis le 1er avril, et sont enregistrées sous trois versions, sud-coréenne, japonaise et anglaise,. La version japonaise de Top est publiée en tant que single japonais le 28 avril. Après sa sortie, la chanson se voit répertoriée dans le classement de l'Oricon au Japon. Classé numéro un, ils deviennent le quatrième groupe de chanteurs masculins à l'étranger à l'obtenir avec un single après Zhang Genshuo, Exo et iKon,.
Le 28 mai 2020, JYP Entertainment publie une vidéo aguiche, annonçant que Stray Kids reviendra avec son premier album studio, Go Live (coréen : GO生 ; Gosaeng) le 17 juin. Cinq jours avant la sortie officielle de l'album studio, le nombre de préventes dépasse déjà 200 000 exemplaires,. L'album studio comprend une chanson titre nommée God's Menu (coréen : 神메뉴, Sinme-nyu), mais également les versions sud-coréennes de Top et de Slump et les précédents singles Mixtape : Gone Days et Mixtape : On Track. Après sa sortie, l'album s'est immédiatement placé en haut du classement des albums sur iTunes de vingt-trois pays et régions d'outre-mer tels que Taïwan, les États-Unis, l'Australie, le Canada, le Chili, la France, la Malaisie, le Mexique, l'Égypte, la Norvège, la Finlande, les Philippines, la Thaïlande, la Turquie, l'Indonésie, la Russie et d'autres encore mais aussi sur le classement mondial[réf. nécessaire]. C'est également la première fois que Stray Kids occupe la première place des classements nationaux de Corée du Sud depuis ses débuts, établissant de ce fait son meilleur résultat depuis ses débuts. Le 14 septembre 2020, Stray Kids sort une réédition de leur premier album studio intitulé In Live (coréen : IN生 Insaeng).
Le 4 novembre, Stray Kids publie son premier EP japonais, All In, avec la chanson éponyme comme single principal. L’EP comprend également des versions japonaises de God’s Menu et Back Door, ainsi que le premier single japonais du groupe, Top[pertinence contestée]. Le 22 novembre, le groupe tient son premier concert en ligne, intitulé Unlock : Go Live In Life, via Beyond Live, qui a été considéré comme une continuation de leur tournée « District 9 : Unlock » qui a été reportée et annulée en raison de préoccupations liées à la pandémie de COVID-19

### Noeasy,Christmas EveLetSKZ2021(2021)
Le 19 mars 2021, le groupe apparait sur l'une des versions de la chanson Going Dumb de Alesso et DJ Corsak pour le jeu mobile PUBG: Battlegrounds. Le 26 juin, Stray Kids ont publié le troisième single de leur projet MixTape, « Mixtape : Oh ».
En août de la même année, le groupe sort Noeasy, son deuxième album studio. L'album est désigné « meilleur album K-pop de 2021 » par le magazine Time. Il a fait ses débuts à la première place du Gaon Album Chart, se vendant plus de 1,1 million d’exemplaires en août 2021 et étant certifié million par le KMCA, faisant de Stray Kids le premier groupe de JYP Entertainment à vendre plus d’un million d’exemplaires d’un album,.
Le 13 octobre, Stray kids, sort son deuxième single japonais "Scars"/"Thunderous (Japanese ver.)" qui contient la version Japonaise de Thunderous, titre déjà présent sur Noeasy mais en version coréenne, et 2 nouveaux titre en japonais. Un Ep sous forme de single sur le thème de Noël intitulé Christmas EveL a été publié le 29 novembre, comprenant le titre principale Christmas EveL et "Winter Falls" comme singles. Il a atteint le sommet du classement des Gaon Album Chart, se vendant plus de 743 000 exemplaires en 2021, et la Korea Music Content Association (KMCA) l’a certifié double platine.
En décembre 2021, le groupe sort son album numérique SKZ2021, étant une compilation de leurs chanson de certaines de leur chansons publier avant le départ de Woojin et avec Woojin.

### Oddinary, CircusetMaxidentet de nouveaux records (2022)
Le 10 février, JYP Entertainment collabore avec Republic Records pour la promotion aux États-Unis de Stray Kids et Itzy, un autre groupe sous JYP Entertainment. Le groupe a tenu sa deuxième réunion de fans les 12 et 13 février à l’Olympic Hall. 

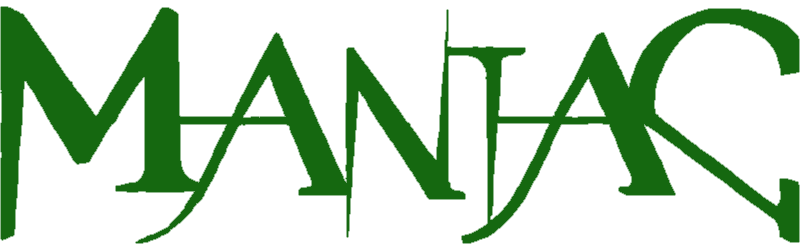
Logo du titre principale « Maniac » de leur sixième EP: Oddinary.

Le 18 mars, Stray Kids sort son sixième EP coréen appelé Oddinary. L’EP a atteint la première place des charts en Corée du Sud en Finlande en Pologne et aux États-Unis se vendant à plus de 1,5 million d’exemplaires en mars. C’est le premier album de Stray Kids à figurer dans le UK Albums Chart et le US Billboard 200. Le groupe a été le troisième groupe coréen à atteindre le sommet de ce dernier classement après BTS et SuperM.  Son single principal, « Maniac » devient la première chanson du groupe à figurer dans le UK Singles Chart, où il se classe à la 98e place. 
Stray kids annonce sa deuxième tournée mondiale nommée Stray Kids 2nd World Tour - Maniac, qui tient son nom du titre principal de leur dernier EP. La tournée débuta le 29 avril 2022 à Seoul, en Corée du Sud suivie de concerts en Asie, en Australie et en Amérique du Nord. La tournée s'est terminée à Los Angeles le 2 avril 2023.
Le 22 juin 2022, Stray kids publie son deuxième EP japonais intitulé Circus.
Maxident, le septième EP du groupe, sort le 7 octobre. La première année il se vendis à plus de trois millions d’exemplaires et il fue certifié par la Korea Music Content Association (KMCA).
Ils publient le 21 décembre leur troisième compilation, ''SKZ-Replay'', contenant des morceaux solo des membres et des chansons précédemment publiées officieusement sous forme de téléchargements vidéo.
La IFPI a classé Stray Kids au septième rang des artistes les plus vendus de 2022. Maxident et Oddinary ont été les sixième et quatorzième albums les plus vendus de 2022.

### 5-Star, Rock-Star, The SoundetSocial Path(2023)
En janvier 2023, le groupe Stray Kids est annoncé en tête d'affiche du festival Lollapalooza et s'y produit le 21 juillet de la même année.
Le 22 février 2023, Stray Kids sort son premier Album studio Japonais intitulé The Sound.
Le 2 juin 2023, le groupe publie son troisième album studio 5-Star et son single principal S-Class ; Le rappeur Tiger JK figure sur le titre Topline. L’album est arriver numéro un des ventes dans diverses régions, notamment  en Corée du Sud, France et aux États-Unis,. S-Class a remporté le prix de la « meilleure vidéo K-Pop » au MTV Video Music Awards 2023.
Stray Kids se lance dans la tournée 5-Star Dome Tour en Corée du Sud et au Japon d’août à octobre 2023. Le troisième EP en japonais du groupe, Social Path / Super Bowl (version japonaise) est publié le 6 septembre. L’EP est devenu le deuxième numéro un du groupe au Japon et son premier disque certifié à un million d’exemplaires au Japon.

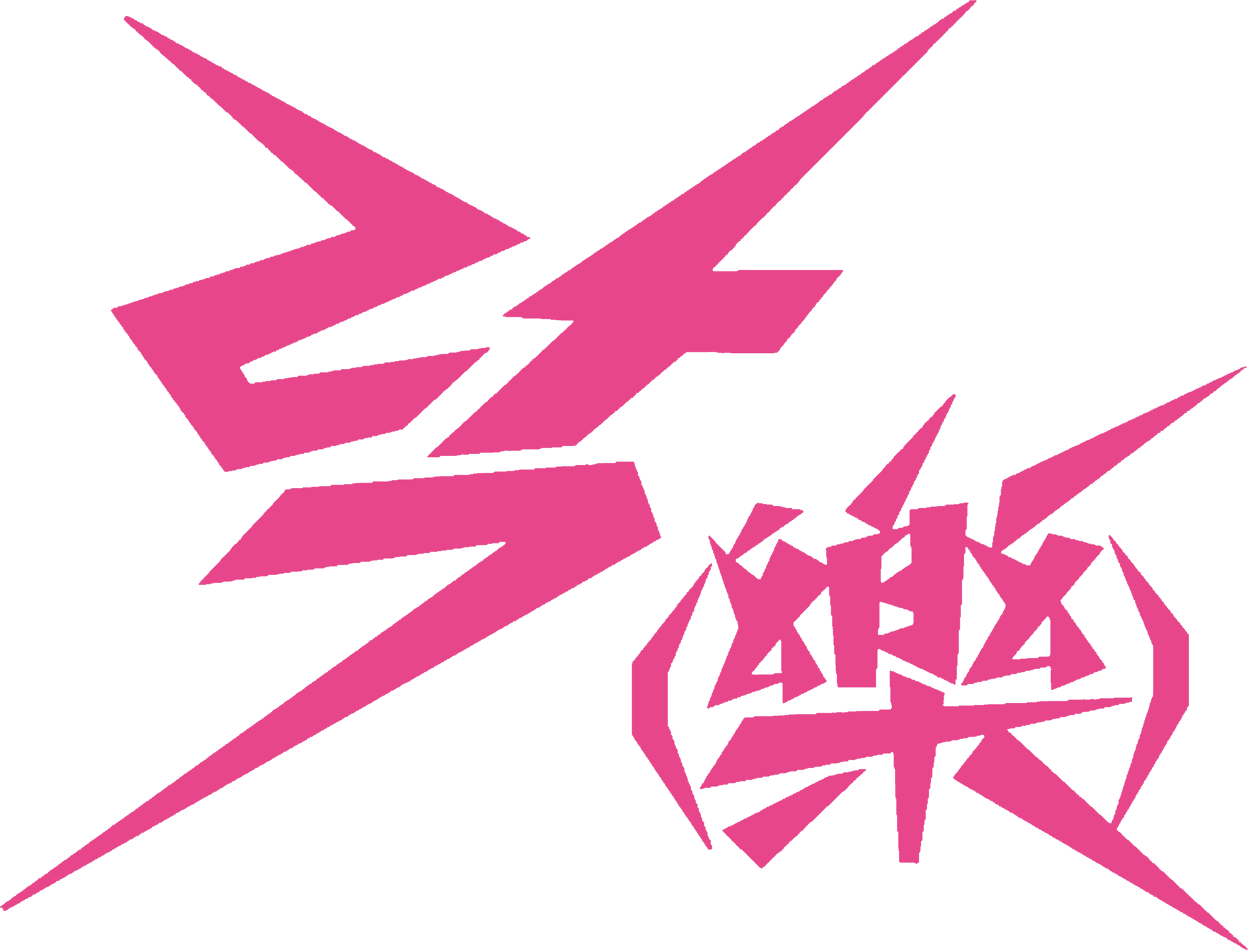
Logo de leur huitième EP Rock-Star.

En octobre, Stray Kids participe à la version remixée de All My Life de Lil Durk et publie son huitième EP en coréen Rock-Star.
En octobre, Stray Kids participe à la version remixée de All my Life de Lil Durk et publie son huitième EP en coréen Rock-Star avec «Lalalala» comme titre principal, le 10 novembre.
L’IFPI a désigné Stray Kids comme le troisième artiste le plus vendu de 2023, derrière Taylor Swift et Seventeen ainsi que 5-Star le deuxième et Rock-Star le neuvième album le plus vendu au monde en 2023.

### Ate, GiantetHop(2024)
En janvier 2024, Stray Kids a interprété « God’s Menu », « S-Class » et « Topline » à Paris, en France, lors du Gala des Pièces Jaunes, un événement caritatif organisé par Brigitte Macron l’épouse d'Emmanuel Macron, le président de la France. Le mois suivant, le groupe, aux côtés d’autres artistes de JYP, J.Y. Park, Itzy et Nmixx, a collaboré avec Coca-Cola pour une édition limitée « K-Wave » de Coke Zero Sugar, accompagnée de la chanson « Like Magic »,.
Stray Kids a organisé deux réunions de fans en 2024 : SKZ's Magic School à Séoul, en Corée du Sud, du 29 au 31 mars et SKZ Toy World à Osaka et Saitama, au Japon, en avril.
Stray Kids a assisté au Met Gala 2024 en tant qu’invités du designer Tommy Hilfiger. Ils ont été le premier groupe de K-pop dont tous les membres sont apparus ensemble au Met Gala et se sont classés numéro un du Red Carpet Power Rankings dans la catégorie masculine, selon The Hollywood Reporter. Stray Kids a sorti le single « Lose My Breath », avec l’auteur-compositeur-interprète américain Charlie Puth, le 10 mai. La chanson a atteint la 90e place du Billboard Hot 100 et la 97e place du UK Singles Chart.
Le 18 juillet 2024, JYP annonce que les membres de Stray Kids ont renouvelé leurs contrats avec l'agence et le neuvième EP en langue coréenne du groupe, Ate, et son single principal, Chk Chk Boom, sont publiés le lendemain. L'EP a atteint la première place des charts d’albums en Corée du Sud, en Autriche, en Belgique, en France, en Grèce, en Hongrie, en Pologne, au Portugal et aux États-Unis. Stray Kids est devenu le premier groupe à atteindre le sommet du Billboard 200 avec ses cinq premiers albums dans les charts. « Chk Chk Boom » est également devenu le plus haut sommet du groupe sur le UK Singles Chart et le Billboard Hot 100 aux numéros 30 et 49, respectivement. 
En soutien à l’EP, le groupe est en tête d’affiche des grands festivals de musique I-Days à Milan, BST Hyde Park à Londres et Lollapalooza à Chicago. Le groupe s’est également lancé dans la tournée mondiale DominAte à partir d’août à Séoul et a voyagé en Asie, en Australie, en Amérique latine, en Amérique du Nord et en Europe,.
En octobre 2024, Stray Kids est devenu le deuxième groupe de K-pop à se produire aux American Music Awards, après BTS. Le groupe publie le deuxième album studio japonais Giant, le 13 novembre avec les titres « Night » et « Falling Up » pour la deuxième saison de Tower of God.

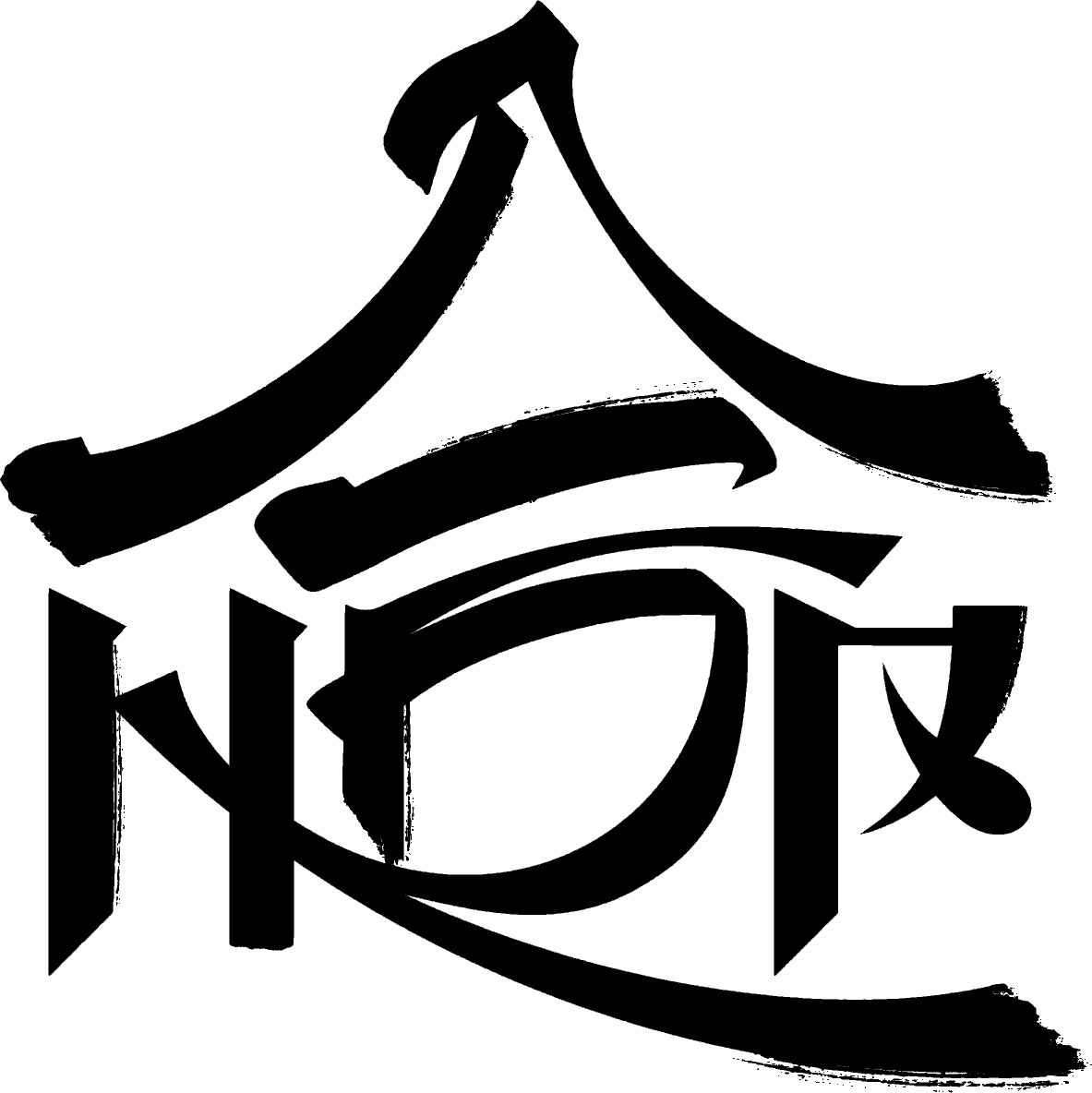
Logo de leur mixtape Hop dévoilé le 14 novembre par le groupe.

Le 13 décembre, ils publient la mixtape, commercialisée sous le nom de « SKZhop Hiptape », Hop, ainsi que le single principal « Walkin on Water ». La mixtape a atteint la première place des charts d’albums en Corée du Sud et aux États-Unis. Stray Kids est officiellement devenu le premier groupe à atteindre le sommet du Billboard 200 avec ses six premiers albums classés dans les charts.
Toujours en 2024, Stray Kids a interprété deux chansons de la bande originale : « Slash » et « Come Play » (avec Young Miko et Tom Morello) pour le film de super-héros américain Deadpool & Wolverine et la série télévisée Arcane, respectivement.
Selon l’IFPI, Stray Kids était le cinquième artiste le plus vendu en 2024, tandis qu’Ate était le dixième album le plus vendu.

### DominAte,HollowetKarma(2025)
Le 10 mars 2025, Stray kids annonça la sortie d'une nouvelle mixtape nommée « Mixtape:dominATE », qui tient son nom de leur dernière tournée : DominAte. Le 21 mars, la mixtape sortit. Elle contient la version coréenne de Giant ainsi que quatre autres titres chantée en sous-unités (sous-unités étant des duos unique pour l'album).
Le 18 juin 2025, Stray Kids dévoile Hollow le 3ème mini-album japonais du groupe, un de ses titres," Parade", est choisit pour être le thème principal du film d'horreur japonais "Karada Sagashi: THE LAST NIGHT" qui sortira en septembre 2025.

Logo de leur quatrième album KARMA dévoilé le 25 juillet par le groupe.

Le 25 juillet, le groupe a annoncé la sortie de son quatrième album « Karma » pour le 22 août avec comme titre principal «CEREMONY».

## Endossements

### En Groupe

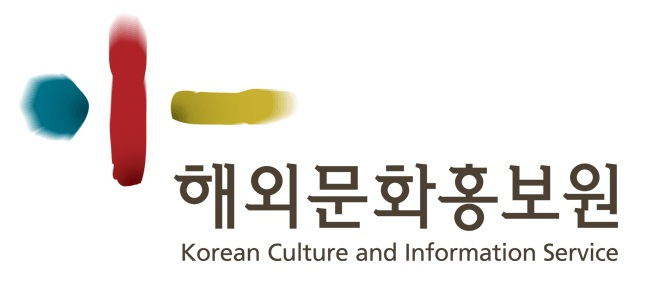
Logo du service coréen de la culture et de l'information.

Avant les débuts officiels de Stray Kids, les neuf membres sont choisis comme nouveaux mannequins afin de poser pour la collection printemps de la marque Jambangee Jeans en 2018. Le 26 juin, ils sont sélectionnés comme modèle exclusif d'Ivy Club pour l'automne 2018. Le 19 juillet, ils ont reçu pour la première série de leurs CF avec Minute Maid Sparkling[Quoi ?]. Cinq jours après leur premier CF[Quoi ?], ils sont sélectionnés comme modèles promotionnels pour le Festival des marques de jeunes du CGV, entre 24 juillet et le 31 août. Le 19 septembre, Stray Kids est choisi comme nouveaux ambassadeurs de Lotte Duty Free. Le 16 octobre, Stray Kids devient le nouveau modèle de la marque coréenne de vêtements de sport Pro-Specs. Le 17 juin 2019, Stray Kids est choisi comme nouvel ambassadeur du concours Talk Talk Korea de 2019 et le 18 juin, ils sont nommés ambassadeurs honoraires par le service coréen de la culture et de l'information, ministère de la Culture, des Sports et du Tourisme,.

### Individuellement
Individuellement, les membres de Stray Kids ont été nommés ambassadeurs de diverses marques : Hyunjin pour Versace en tant qu’ambassadeur mondial en juillet 2023 et ambassadeur pour Cartier en septembre 2024; ; Felix pour Louis Vuitton en tant qu’ambassadeur de la maison en août 2023; Bang Chan pour Fendi et I.N pour Bottega Veneta en janvier 2025,; ainsi que Seungmin pour Burberry et Lee Know pour Gucci en juin 2025. Hyunjin et Felix ont assisté aux événements de leurs marque respective; Hyunjin a été le premier à faire campagne Versace's Holiday 2023 et Felix a fait ses débuts dans un défilé lors de la Fashion Week de Paris pour la collection automne-hiver 2024 de Louis Vuitton le 5 mars 2024.

## Membres
Adapté depuis le profil du groupe sur le site officiel de JYP Entertainment.

### Membres actuels
| Image | Nom de scène | Nom de scène | Nom de naissance        | Nom de naissance | Date de naissance | Nationalité | Positions                                                                |
| Image | Romanisé     | Coréen       | Romanisé                | Coréen           | Date de naissance | Nationalité | Positions                                                                |
| ----- | ------------ | ------------ | ----------------------- | ---------------- | ----------------- | ----------- | ------------------------------------------------------------------------ |
|       | Bang Chan    | 방찬         | Christopher Chahn Bahng | 방찬             | 3 octobre 1997    | Australien  | Leader, chanteur, producteur, parolier, danseur et hyung (le plus vieux) |
|       | Lee Know     | 리노         | Lee Min-ho              | 이민호           | 25 octobre 1998   | Sud-coréen  | Chanteur, rappeur et danseur                                             |
|       | Changbin     | 창빈         | Seo Chang-bin           | 서창빈           | 11 août 1999      | Sud-coréen  | Rappeur, producteur, parolier et danseur                                 |
|       | Hyunjin      | 현진         | Hwang Hyun-jin          | 황현진           | 20 mars 2000      | Sud-coréen  | Rappeur, danseur et visuel                                               |
|       | Han          | 한           | Han Ji-sung             | 한지성           | 14 septembre 2000 | Sud-coréen  | Chanteur, rappeur, producteur, parolier et danseur                       |
|       | Felix        | 필릭스       | Lee Felix               | 이 필릭스        | 15 septembre 2000 | Australien  | Rappeur, danseur et visuel                                               |
|       | Seungmin     | 승민         | Kim Seung-min           | 김승민           | 22 septembre 2000 | Sud-coréen  | Chanteur et danseur                                                      |
|       | I.N          | 아이엔       | Yang Jeong-in           | 양정인           | 8 février 2001    | Sud-coréen  | Chanteur, danseur et maknae (le plus jeune)                              |

### Anciens membres
| Image | Nom de scène | Nom de scène | Nom de naissance | Nom de naissance | Date de naissance | Nationalité | Positions                                            | Date de départ  |
| Image | Romanisé     | Coréen       | Romanisé         | Coréen           | Date de naissance | Nationalité | Positions                                            | Date de départ  |
| ----- | ------------ | ------------ | ---------------- | ---------------- | ----------------- | ----------- | ---------------------------------------------------- | --------------- |
|       | Woojin       | 우진         | Kim Woo-jin      | 김우진           | 8 avril 1997      | Sud-coréen  | Chanteur principal, danseur et hyung (le plus vieux) | 28 octobre 2019 |

### Sous-groupes
Trio de pré-débuts et de composition.
| Nom      | Nom      | Membres                    |
| Romanisé | Coréen   | Membres                    |
| -------- | -------- | -------------------------- |
| 3Racha   | 쓰리라차 | Bang Chan, Changbin et Han |

## Discographie

### Albums studio

#### Sud-coréens
- 2020 : Go Live (Go生)
- 2020 : In Life (In生) (réédition)
- 2021 : Noeasy
- 2023 : 5-Star
- 2025 : KARMA

#### Japonais
- 2023 : The Sound
- 2024 : Giant

### Mini-albums (EP)

#### Sud-coréens
- 2018 : Mixtape
- 2018 : I Am Not
- 2018 : I Am Who
- 2018 : I Am You
- 2019 : Clé 1 : Miroh
- 2019 : Clé 2 : Yellow Wood
- 2019 : Clé : Levanter
- 2022 : Oddinary
- 2022 : Maxident
- 2023 : Rock-Star (樂-Star)
- 2024 : Ate

#### Japonais
- 2020 : All In
- 2022 : Circus
- 2023 : Social Path/Super Bowl -Japanese ver.-
- 2025 : Hollow

### Mixtape
- 2024 : 合 (HOP)
- 2025 : Mixtape: dominATE

### Compilation
- 2020 : SKZ2020
- 2021 : SKZ2021
- 2022 : SKZ-REPLAY

### Single album
- 2021 : Christmas EveL

## Tournées
- 2019 : Unveil Tour 'I Am...'
- 2019 : Hi-Stay Tour in Korea
- 2019—2020 : Stray Kids 1st World Tour - District 9 : Unlock[note 3]
- 2022—2023 : Stray Kids 2nd World Tour - Maniac
- 2023 : 5-Star Dome Tour
- 2024—2025 : Stray Kids 3rd World Tour - DominAte